# Rodney Frelinghuysen

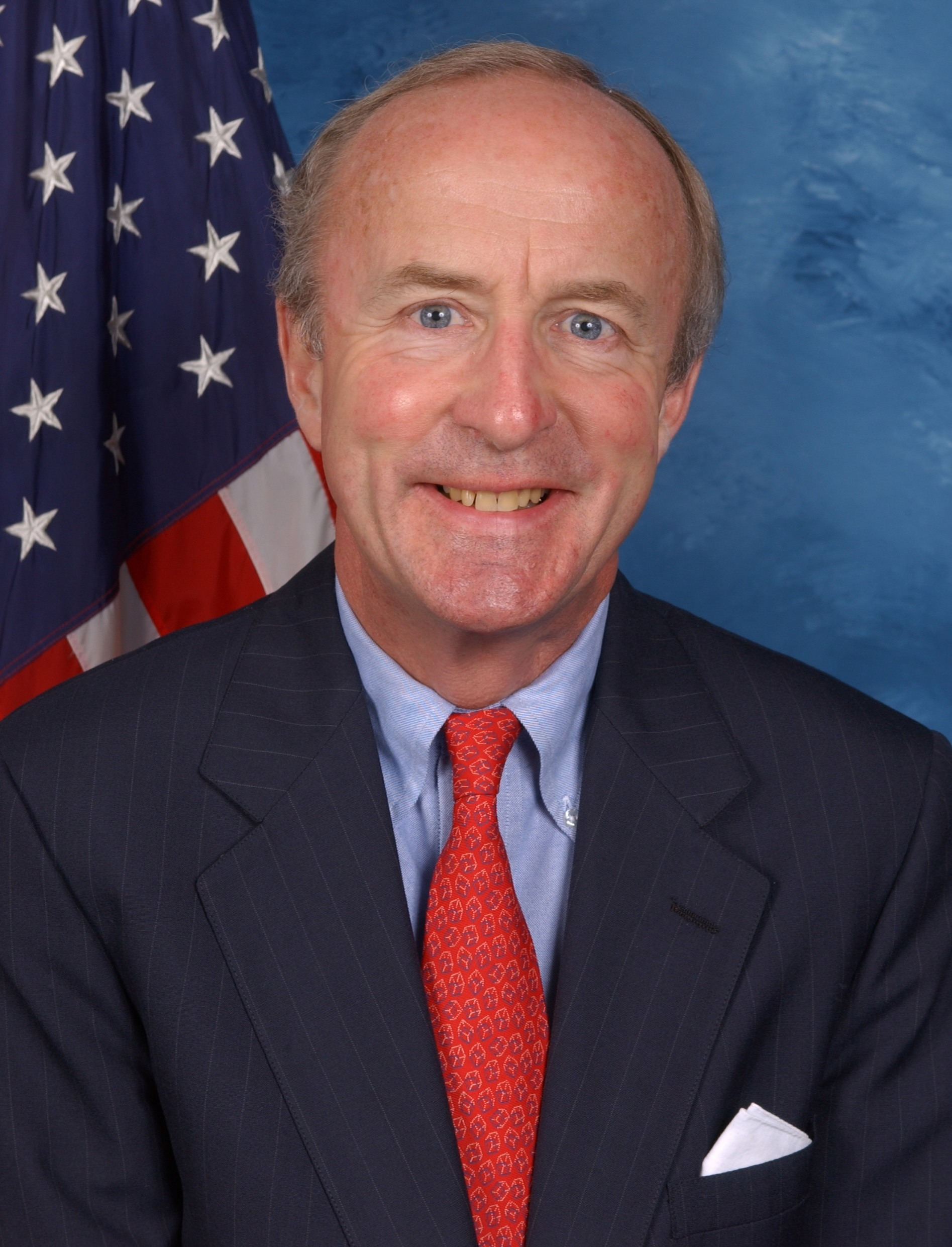
Rodney Frelinghuysen (2006)

Rodney Procter Frelinghuysen (* 29. April 1946 in New York City) ist ein US-amerikanischer Politiker. Von 1995 bis 2019 vertrat er den Bundesstaat New Jersey im US-Repräsentantenhaus.

## Werdegang
Rodney Frelinghuysen ist Mitglied einer bekannten Politikerfamilie. Sein Vater Peter Frelinghuysen (1916–2011) war ebenfalls Abgeordneter im Kongress. Zu seinen Vorfahren gehören unter anderem Außenminister und US-Senator Frederick T. Frelinghuysen (1817–1885) sowie US-Senator Theodore Frelinghuysen (1787–1862).
Er besuchte bis 1969 das Hobart College in Geneva (New York). Danach studierte er am Trinity College in Hartford (Connecticut). Zwischen 1969 und 1971 diente Frelinghuysen in der US Army. Dabei war er in Vietnam eingesetzt. Im Jahr 1972 war er Koordinator für Bundes- und Staatsunterstützungen im Morris County. Von 1974 bis 1983 gehörte er dem dortigen Kreisrat an, dessen Vorsitzender er im Jahr 1980 war. Danach war er Mitglied der Haushaltsplanungskommission des Staates New Jersey. Politisch schloss sich Frelinghuysen der Republikanischen Partei an. Zwischen 1983 und 1994 saß er als Abgeordneter in der New Jersey General Assembly.
Bei den Kongresswahlen des Jahres 1994 wurde Frelinghuysen im elften Wahlbezirk von New Jersey in das US-Repräsentantenhaus in Washington, D.C. gewählt, wo er am 3. Januar 1995 die Nachfolge des zwischenzeitlich verstorbenen Dean Gallo antrat. Da er bei allen folgenden Wahlen, einschließlich der des Jahres 2016, wiedergewählt wurde, konnte er sein Mandat bis zum 3. Januar 2019 ausüben. Anschließend schied er aus dem Repräsentantenhaus aus. Frelinghuysen war Mitglied im Bewilligungsausschuss sowie in drei Unterausschüssen. In seine Zeit als Kongressabgeordneter fielen die Terroranschläge am 11. September 2001, der Irakkrieg und der Militäreinsatz in Afghanistan.
Rodney Frelinghuysen ist seit 1980 mit Virginia Robinson verheiratet. Privat lebt die Familie in Harding im Norden New Jerseys.